# لوکاس کابوت
 لوکاس کابوت (انگلیسی: Łukasz Kubot؛ زادهٔ ۱۶ مهٔ ۱۹۸۲) یک تنیس‌باز اهل لهستان است.